# Кміти гербу Хоругви

Герб Кмітів (Чорнобильських)

Кміти (пол. Kmity) — давній український шляхетський рід гербу Хоругви Кмітів, який панував на землях Київщини і Брацлавщини. По одній із генеалогічних версій Кміти походять від Вороновичів, які вживали такий самий герб.
Кміти поряд з Химськими, Слуцькими, Горностаями, Кропивницькими, Шашкевичами, Єльцями, Олізарами, Немиричами, Лозками, Полозами, Проскурами представляли українську шляхту південно-західного та південно-східного литовського прикордоння протягом 200 років. Саме в цей період в основному склалась соціальна структура краю.
Автори «Старожитної Польщі» Міхал Балінський і Тимотеуш Ліпінський називають Кміту Олександровича першим черкаським намісником 1434 року та згадують Матвія Кміту, який з набраною дружиною відбив татар під Черкасами, а генеалогічна традиція згадує вінницького старосту часів Свидригайла[джерело?].
Рід Кмітів вийшов з Подільської землі.

## Відомі представники
Першою певною згадкою про цей рід чи його гілку є грамота великого князя Свидригайла від 21 травня 1431 року. Ця грамота встановлювала межі володінь панів Микулинських і Кмитів. Землі по ліву сторону від річки Кулиги, згідно з цим документом, належать Микулинським, а по праву, з Літином — є майном брацлавського зем'янина Кмити.
|  | Живучи в середині XV століття, Олександр лишив сина Кміту, який своїм нащадкам надав своє ім’я як прізвище. - Кміта Олександрович отримав від Казимира Яг. у 1486 році 12 кіп з київського мита. В 1489 році був путивльським намісником, а в 1494 році черкаським намісником. Олександр Яг. наказав йому не судити слуг та підданих князя Богдана Федоровича. У 1499 році Кміта отримав від Олександра Яг. Коростишів у житомирському повіті. У тому ж році, як здається, вже не займав жодної посади. Залишив двох синів: Кшиштофа та Семена, а також доньку Людмилу, дружину Михайла Павши. - Король Сигізмунд підтвердив у 1524 році Людмилі, сестрі Кшиштофа Кмітича, та вдові Михайла Павши, надання маєтків Дорогина та Кліщениці у київському повіті, які колись отримав її чоловік. - Кшиштоф Кмітич у 1523 році — чорнобильський урядник, у 1527 році тільки королівський дворянин. У 1534 році отримав Овруцьке староство. У цьому наданні сказано, що Кшиштоф є сином Кміти Олександровича. Овруцького староства у 1534 році або взагалі не зайняв, або довго не тримав, бо після 1534 року воно в руці Немирича, а щойно 1540 року його знову надано Кшиштофу. Князь Капуста подав позов на Кшиштофа у 1546 році про не передання Овруцького замку, на який Капуста отримав привілей, лиш Сигізмунд Август відклав розгляд цієї справи на пізніше. - Семен Кмітич — у 1527-1541 роках королівський дворянин, у 1539 році отримав чорнобильський замок (згадується 12 жовтня 1539 року і мав його протягом чотирьох років) у відшкодування збитків, завданих йому татарами. Так само тримав Вонячин, який у 1547 році після нього отримав Вишневецький. Від дружини Духни Лукомської залишив сина Філона. - Філон Семенович Кміта — у 1562 році Остерський урядник, у 1565 році — чорнобильський урядник, у 1566 році — Оршанський староста, у 1579 році став Смоленським воєводою. Помер у 1587 році, у якому виконаний опис залишених після нього срібла та дорогоцінних предметів. У 1565 році продав Олізару Коростишів, який отримав його дід Кміта від Олександра Яг. у 1499 році, а в 1566 році Сигізмунд Август надав йому в довічне володіння Чорнобиль замість Літина, який перейшов у власність королівської скарбниці. Філон одружився з Софією Ходкевич, донькою Григорія, віленського каштеляна. У 1563 році вона відмовилася від тієї частини маєтків, яка її матір своєму чоловікові відписала. З цією, чи з іншою нам невідомою, дружиною мав двох синів: - Ярему(нар.1574) та - Лукаша(нар.1580), які померли при житті батька, та дві доньки: - Богдану, дружину князя Юрія Друцького-Гірського, і - Софію, дружину Лукаша Сапіги (†бл. 1626). - Дмитро Кмітич (пом до 1529), житомирський староста, засновник роду Кміт-Черленківських. Князь Юрій Друцький-Гірський та його дружина, Богдана Філонівна Кмітянка-Чорнобильська, у 1603 році за 100000 фл. продали Острозькому Пиків, Глинсько, Жуків, Шепіївку, Кривошиїнці тощо. Лукаш Сапіга, королівський дворянин, кузин Лева, і його дружина Софія заснували монастир Домініканців у Чорнобилі, на який це право Сапіга отримав одночасно з Товстим Лісом феодальним правом 1595 року |

.
Руське ім'я Кміта в ті часи було дуже поширене і в інших родинах та скоріш за все було синонімом сучасного кмітливий.
З цього джерела дізнаємося, що Кміти були родичами Немиричів (другою дружиною Йосипа Івановича Немирича була вдова Лева Полоза) та Олізарів (Олізар Волчкевич був одруженим з Богданою, донькою Мілохни Немирової, сестрою Остафія Дашкевича), бо за даними іншого джерела батько Кшиштофа та Семена Кміти мав ім'я Богдан, а його дружиною і матір'ю дітей була Орфіна Полоз.

Дружиною Семена Кмітича була княжна Дугна Лукомська, донька Андрія Івановича Лукомського князя Мелешковицького та княгині N. Федорівни Четвертинської. 
|  | Княжна Дугна Лукомська у 1550 році була дружиною Семена Кмітича. |

Після смерті чоловіка вдруге вийшла заміж за Миколу Гулевича гербу Новина — двоюрідного брата відомої Галшки Гулевичівни.
Семен з Дугною, окрім вищезгаданого сина, мали доньок, одна з яких Євдоксія була одружена з Іваном Тимофійовичем Проскурою, київським суддею.
У 1524 році з наказу Сигізмунда I Кшиштоф Кміта разом з Семеном Полозом зібравши невеликий супровід з козаків ходили на низ Дніпра і там надали велику послугу розбивши поган. Після цього походу запропонували королю створити у нижньому Подніпров'ї постійний козацький форпост. Хоча урядовий проект провалився через нестачу коштів, ідея охорони південного прикордоння силами козаків збереглася. Кшиштоф Кміта перед 1540 роком був вінницьким урядником.
В XVI столітті вплив Кмітичів на громадське життя Брацлавщини значно зменшився. Проте вони продовжували залишатись одним з наймогутніших родів, придбали значні земельні володіння на Сниводі, побудували цілу низку замків. Серед таких Пиківський замок, описаний в 1594 році Еріхом Лясотою, укріплення в Глинську, які невдовзі стали власністю сім'ї Гірських — родичів Кмітів.